# Artur Futre
Artur Jorge Colaço Futre (Montijo, 29 aprile 1983) è un ex calciatore portoghese, di ruolo centrocampista.
È nipote di Paulo Futre.

## Carriera
Ha giocato in massima serie con Alverca e Desp. Aves.